# Менегини, Джузеппе
Джузе́ппе Джова́нни Анто́нио Менеги́ни (итал. Giuseppe Giovanni Antonio Meneghini, 1811—1889) — итальянский альголог и палеонтолог, основатель так называемой «Пизанской школы геологов».

## Биография
Родился в Падуе 30 июля 1811 года. Учился в Падуанском университете, в 1834 году окончил его со степенью доктора медицины. После этого в течение пяти лет читал лекции по ботанике в Падуе. С 1838 года Менегини был профессором естественнонаучного факультета Падуанского университета. В 1848 году Менегини, будучи сторонником революции, был вынужден оставить свой пост и переехать в Пизу.
В 1849 году Менегини стал профессором минералогии и геологии Пизанского университета, а также директором музея при университете, сменив на этом посту погибшего в битве при Куртатоне и Монтанаре Леопольдо Пиллу. В 1851 году он также стал профессором физической географии.
В 1859 и 1863 годах его назначение было подтверждено сначала правительством Тосканы, затем королём Италии. С 1867 года Менегини был членом Королевского геологического комитета. С 1874 года он был профессором геологии в Пизе, в 1879 году стал президентом Геологического комитета Италии.
С 1886 года Джузеппе Менегини был членом Сената Италии.
Скончался в Пизе 29 января 1889 года.

## Некоторые научные работы
- Alghe Italiane e Dalmatiche. 1842—1846.
- Monographia nostochinearum italicarum. 1842.
- Sulla animalità delle diatomee. 1846.

## Роды, названные в честь Дж. Менегини
- Meneghinia Endl., 1839, nom. superfl. — Arnebia Forssk., 1775
- Meneghinia Vis., 1847 — Niphaea Lindl., 1841
- Meneghiniella Setch. & N.L.Gardner, 1924 — Nemacystus Derbès & Solier, 1850